# Exo Planet 4 - The Elyxion
Tournées par Exo
EXO PLANET 3 - The EXO'rDIUM
(2016-2017) EXO PLANET #5 - EXpℓOration
(2019)
L’Exo Planet #4 - The EℓyXiOn est la quatrième tournée du boys band sud-coréo-chinois EXO qui a débuté le 24 novembre 2017 à Séoul et s'est terminé le 11 août 2018 à Macao.

## Contexte
Le 22 août 2017, SM Entertainment a révélé que le groupe entamera sa quatrième tournée en novembre.
Les concerts d'exo proposent cette fois-ci des dispositifs scéniques spectaculaires. Huit écrans géants ont été installés afin de pouvoir voir chaque membre. L'écran mesure 140 m de longueur et 20 m de largeur. De même, à travers le capteur sur l'épaule du membre, le dispositif d'éclairage reconnaît la position du membre et le suit avec l'intelligence artificielle. C'est aussi la première technologie à être introduite dans les performances locales.

## Faits divers
- Le 4 octobre 2017, le personnel d'Exo a fait une annonce sur le site japonais du groupe concernant Lay. En effet, ce dernier manquera aux dates japonaises en raison de ses activités personnelles[3]. Le 14 novembre, une nouvelle annonce a été faite au sujet du chanteur, qui ne pourra pas assister à la tournée[4].
- En plus d'être le premier groupe à se produire au Gocheok Sky Dome le 10 octobre 2015, Exo est le premier artiste à avoir enchaîné trois concerts pendant trois jours consécutifs, enregistrant la plus grande fréquentation depuis son ouverture avec plus de 66 000 fans incluant les parents des membres, mais aussi une longue liste de célébrités y compris : Eunhyuk de Super Junior, Yoona de Girls' Generation, Minho de SHINee, Lee Jung Hoo qui est un joueur de baseball de "galaxiaSM", Song Hae-na, Jung Chae-yul, Lee Joon-gi, Kwon Jung- yeol de 10 cm, Lee Jong Hyun de CN Blue, Kim Hee-chan et Choi Tae-joon[5],[6].
- Lors du premier concert à Fukuoka, Suho n'a pas interprété son solo de "Playboy", en l'honneur du décès tragique de son ami Jonghyun qui a écrit les paroles de la chanson.
- Le 9 janvier 2018, il a été annoncé sur le site japonais officiel du groupe que l'un des concerts ayant eu lieu à Saitama sera diffusé en exclusivité le 31 mars sur la chaîne WOWOW[7].
- Exo a ajouté leurs nouvelles chansons "Electric Kiss" et "Cosmic Railway" au programme de leurs concerts à Saitama.
- Les 31 000 billets pour les trois concerts consécutifs à Bangkok ont été vendus en moins de cinq minutes, établissant ainsi un temps record[8].

## Médias
Deux de leurs concerts sont sortis en DVD et Blu-ray en 2018, à savoir celui de Séoul (concert du 25 novembre 2017) et celui de Saitama (concert du 28 janvier 2018).
Un album live enregistré lors de l'avant-dernière représentation à Séoul (à savoir le 14 juillet 2018), intitulé EXO PLANET 4 - The EℓyXiOn dot, est sorti fin janvier 2019.

## Liste des concerts
| Date             | Ville        | Pays         | Lieu                      | Audience |
| ---------------- | ------------ | ------------ | ------------------------- | -------- |
| Asie             |              |              |                           |          |
| 24 novembre 2017 | Séoul        | Corée du Sud | Gocheok Sky Dome          | 74 686   |
| 25 novembre 2017 | Séoul        | Corée du Sud | Gocheok Sky Dome          | 74 686   |
| 26 novembre 2017 | Séoul        | Corée du Sud | Gocheok Sky Dome          | 74 686   |
| 22 décembre 2017 | Fukuoka      | Japon        | Fukuoka Convention Center | 36 546   |
| 23 décembre 2017 | Fukuoka      | Japon        | Fukuoka Convention Center | 36 546   |
| 24 décembre 2017 | Fukuoka      | Japon        | Fukuoka Convention Center | 36 546   |
| 27 janvier 2018  | Saitama      | Japon        | Saitama Super Arena       | 55 632   |
| 28 janvier 2018  | Saitama      | Japon        | Saitama Super Arena       | 55 632   |
| 10 février 2018  | Taipei       | Taïwan       | Taipei Arena              | 25 352   |
| 11 février 2018  | Taipei       | Taïwan       | Taipei Arena              | 25 352   |
| 23 février 2018  | Osaka        | Japon        | Osaka Dome                | 90 586   |
| 24 février 2018  | Osaka        | Japon        | Osaka Dome                | 90 586   |
| 3 mars 2018      | Singapour    | Singapour    | Singapore Indoor Stadium  | 12 862   |
| 16 mars 2018     | Bangkok      | Thaïlande    | Impact Arena              | 38 658   |
| 17 mars 2018     | Bangkok      | Thaïlande    | Impact Arena              | 38 658   |
| 18 mars 2018     | Bangkok      | Thaïlande    | Impact Arena              | 38 658   |
| 28 avril 2018    | Manille      | Philippines  | Mall of Asia Arena        | 13 362   |
| 2 juin 2018      | Hong Kong    | Hong Kong    | AsiaWorld-Arena           | 27 524   |
| 3 juin 2018      | Hong Kong    | Hong Kong    | AsiaWorld-Arena           | 27 524   |
| 7 juillet 2018   | Kuala Lumpur | Malaisie     | Axiata Arena              | 15 652   |
| 13 juillet 2018  | Séoul        | Corée du Sud | Gocheok Sky Dome          | 75 562   |
| 14 juillet 2018  | Séoul        | Corée du Sud | Gocheok Sky Dome          | 75 562   |
| 15 juillet 2018  | Séoul        | Corée du Sud | Gocheok Sky Dome          | 75 562   |
| 10 août 2018     | Macao        | Macao        | Cotai Arena               | 26 528   |
| 11 août 2018     | Macao        | Macao        | Cotai Arena               | 26 528   |

## Personnel
- Organisateur de la tournée : SM Entertainment
- Artiste : Exo (Suho, Kai, Sehun, D.O., Chanyeol, Baekhyun, Xiumin et Chen)
- Promoteur de la tournée : Dream Maker Entertainment (Corée du Sud)
- Billetterie : Yes24 (Corée du Sud)